# Vera Sergueievna Aksakova
Vera Serguêievna Aksákova (Oremburgo, 7 de fevereiro de 1819 —  Moscou, 24 de fevereiro de 1864) foi uma pessoa pública, uma memorialista.
Filha do escritor Serguei Timofeievitch Aksakov e irmã dos eslavófilos Konstantin Sergueievitch e Ivan Sergueievitch Aksakov.

## Biografia
Recebeu educação em casa (a partir de 1826, em Moscou). Assimilando a disposição intelectual de seu irmão Konstantin Aksakov, tornou-se uma zelosa propagandista das ideias eslavófilas, uma das inspiradoras ideológicas do movimento, do qual na época participavam Aleksei Stepanovitch Khomiakov, Ivan Vassilievitch Kireievski e Iuri Fiódorovitch Samarin. Era uma participante ativa, e, no fundo, a organizadora do salão social literário na casa dos Aksakov em Moscou, e na propriedade de Abramtsevo, nos arredores de Moscou, visitado com frequência por Nikolai Vassilievitch Gogol, Ivan Sergueievitch Turgueniev, Stepan Petróvitch Shevirióv e muitos outros.
Vera Sergueievna passou toda a sua vida no círculo familiar, cuidando dos parentes e entes queridos. Ajudou ativamente seu pai Serguei Timofeievitch Aksakov na escrita da obra "História das minhas relações com Gogol". No fim de sua vida, quando ele praticamente perdeu a visão, ele ditava para ela escrever.
Conservou-se o "Diário dos anos de 1854 e 1855" (Dnievnik za 1854 - 1854 gg.) dela (1ª edição em São Petersburgo, 1913, com várias reedições posteriores), que contém materiais valiosíssimos sobre a vida e o cotidiano da família Aksakov, os costumes literários da época, e sobre a atitude dos eslavófilos em relação aos críticos eventos históricos daqueles anos.

## Obras
- Анненкова, Е. И. Аксаковы. - СПб.: Наука, 1998. (Преданья русского семейства)
- Кошелев, В. Век семьи Аксаковых // Север. - Петрозаводск, 1996 . - N 1 - 4
- Лобанов, М. П. Сергей Тимофеевич Аксаков. - М.: Мол. гвардия, 1987. (Жизнь замечательных людей.)
- Осповат А. Л. Аксакова Вера Сергеевна // Русские писатели 1800—1917. Биографический словарь / П. А. Николаев (гл. ред.). — М.: Сов. энциклопедия, 1989. — Т. 1: А—Г. — С. 40.